# János Rolla
János Rolla (Kőtelek, 30 de septiembre de 1944-7 de diciembre de 2023) fue un violinista y director de orquesta húngaro. En 1985 le fue concedido el Premio Kossuth, la más alta distinción cultural que concede el estado húngaro.

## Biografía
Entre 1962 y 1968 estudió en la Academia de Música Ferenc Liszt de Budapest, donde fue alumno del violinista Dénes Kovács. Desde la fundación por Sándor Frigyes de la Orquesta de Cámara Ferenc Liszt, Rolla ha sido su concertino y, a partir de la muerte de Friges en 1979, su director musical. Con esta orquesta ha realizado numerosas grabaciones en las que han intervenido solistas de la talla del trompetista Maurice André, el flautista Jean-Pierre Rampal, los violinistas Alexander Schneider y Henryk Szeryng o el pianista Tamás Vásáry. Casi todas estas grabaciones fueron editadas por la compañía discográfica Hungaroton.

## Premios
János Rolla ha recibido importantes premios en reconocimiento a su carrera musical y a su defensa de la cultura húngara.
- 1994: Cruz de Comandante de la Orden del Mérito de la República Húngara.
- 1985: Premio Kossuth. Se trata de la distinción más alta que concede el gobierno de Hungría a una personalidad relacionada con la cultura.